# قائمة وزراء الخارجية في 2018
قائمة وزراء الخارجية في 2018.

## أفريقيا
- الجزائر - عبد القادر مساهل (2017–حالياً)
- أنغولا - مانويل دومينغوس أوقستو (2017–حالياً)
- بنين - Aurélien Agbénonci (2016–حالياً)
- بوتسوانا -
  1. Pelonomi Venson-Moitoi (2014–2018)
  2. فنسنت تي. سيريتس (2018–حالياً)
- بوركينا فاسو - ألفا باري (2016–حالياً)
- بوروندي -
  1. Alain Aimé Nyamitwe (2015–2018)
  2. Ezéchiel Nibigira (2018–حالياً)
- الكاميرون- Lejeune Mbella Mbella (2015–حالياً)
- الرأس الأخضر - Luís Felipe Tavares (2016–حالياً)
- جمهورية أفريقيا الوسطى - Charles-Armel Doubane (2016–حالياً)
- تشاد -محمد زين شريف (2017–حالياً)
- جزر القمر -محمد الأمين صيف (2017–حالياً)
- جمهورية الكونغو - جان-كلود غاكوسو  [لغات أخرى]‏ (2015–حالياً)
- جمهورية الكونغو الديمقراطية - Léonard She Okitundu (2016–حالياً)
- جيبوتي - محمود علي يوسف (2005–حالياً)
- مصر - سامح شكري (2014–حالياً)
- غينيا الاستوائية -
  1. Agapito Mba Mokuy (2012–2018)
  2. Simeón Oyono Esono Angue (2018–حالياً)
- إريتريا - عثمان صالح محمد (2007–حالياً)
- إثيوبيا - Workneh Gebeyehu (2016–حالياً)
- الغابون -
  1. Noël Nelson Messone (2017–2018)
  2. Régis Immongault Tatangani (2018–حالياً)
- غامبيا - أوساينو داربو (2017–حالياً)
- غانا - Shirley Ayorkor Botchway (2017–حالياً)
- غينيا - Mamadi Touré (2017–حالياً)
- غينيا بيساو -
  1. جورج مالو (2016–2018)
  2. João Ribeiro Butiam Có (2018–حالياً)
- ساحل العاج - مارسيل امون تانوه (بالإنابة حتى 2017) (2016–حالياً)
- كينيا -
  1. امينة محمد جبريل (2013–2018)
  2. مونيكا جوما (2018–حالياً)
- ليسوتو - Lesego Makgothi (2017–حالياً)
- ليبيريا -
  1. Marjon Kamara (2016–2018)
  2. Gbehzohngar Findley (2018–حالياً)
- ليبيا
  - حكومة مجلس النواب الليبي (حكومة معترف بها دوليا حتى 2016) - محمد الدايري (2014–حالياً)
  - حكومة الوفاق الوطني (ليبيا) (الحكومة المؤقتة المعترف بها دوليا باعتبارها الشرعية الوحيدة حكومة ليبيا منذ 2016) - محمد طه سيالة (2016–حالياً)
- مدغشقر - Henry Rabary Njaka (2017–حالياً)
- مالاوي - ايمانويل فابيانو (2017–حالياً)
- مالي - تيميان كوليبالي (2017–حالياً)
- موريتانيا - Isselkou Ould Ahmed Izid Bih (2016–حالياً)
- موريشيوس - Vishnu Lutchmeenaraidoo (2016–حالياً)
- المغرب - ناصر بوريطة (2017–حالياً)
- موزمبيق - José Condungua Pacheco (2017–حالياً)
- ناميبيا - نتومبو ناندي ندايتواه (2012–حالياً)
- النيجر -
  1. ابراهيم يعقوب  [لغات أخرى]‏ (2016–2018)
  2. كالا أنكوريو  [لغات أخرى]‏ (2018–حالياً)
- نيجيريا - Geoffrey Onyeama (2015–حالياً)
- رواندا - لويز موشيكيوابو (2009–حالياً)
- ساو تومي وبرينسيب - Urbino Botelho (2016–حالياً)
- السنغال - سيديكي كابا  [لغات أخرى]‏ (2017–حالياً)
- سيشل - داني فوري (2016–حالياً)
- سيراليون -
  1. كيفالا مره  [لغات أخرى]‏ (2017–2018)
  2. Alie Kabba (2018–حالياً)
- الصومال -
  1. يوسف جراد عمر (2017–2018)
  2. احمد عيسى عوض (2018–حالياً)
- الصومال - د. سعد علي شيره [الإنجليزية] (2015–حالياً)
- جنوب أفريقيا -
  1. مايتي نكوانا ماشاباني (2009–2018)
  2. لينديوي نونكيبا سيسيولو (2018–حالياً)
- جنوب السودان -
  1. دينج ألور (2016–2018)
  2. مارتن ايليا لومورو (بالإنابة) (2018–حالياً)
- السودان -
  1. إبراهيم غندور (2015–2018)
  2. محمد عبد الله إدريس (بالإنابة) (2018–حالياً)
- سوازيلاند – Mgwagwa Gamedze (2013–حالياً)
- تنزانيا - أوغسطين ماهيغة  [لغات أخرى]‏ (2015–حالياً)
- توغو - روبرت دوسي (2013–حالياً)
- تونس - خميس الجهيناوي (2016–حالياً)
- أوغندا - سام كوتيسا (2005–حالياً)
- Western Sahara - محمد سالم ولد سالك (1998–حالياً)
- زامبيا -
  1. هاري كالابا  [لغات أخرى]‏ (2014–2018)
  2. Joe Malanji (2018–حالياً)
- زيمبابوي - سيبوسيسو مويو  [لغات أخرى]‏ (2017–حالياً)

## آسيا
- أبخازيا - داور كوفي (2016–حالياً)
- أفغانستان - صلاح الدين رباني (2015–حالياً)
- أرمينيا - ادوارد نالبانديان (2008–حالياً)
- Artsakh - Masis Mayilyan (2017–حالياً)
- أذربيجان - ألمار ممادياروف (2004–حالياً)
- البحرين - خالد بن أحمد بن محمد آل خليفة (2005–حالياً)
- بنغلاديش - ابو الحسن محمود علي (2014–حالياً)
- بوتان - تاندي دورجي  [لغات أخرى]‏ (2018-حالياً)
- بروناي - حسن البلقية (2015–حالياً)
- كمبوديا - Prak Sokhon (2016–حالياً)
- الصين (جمهورية الصين الشعبية) - وانغ يي (2013–حالياً)
- تيمور الشرقية - see Timor-Leste
- جورجيا - ميشيل كانيليكي  [لغات أخرى]‏ (2015–حالياً)
- الهند - سوشما سواراج (2014–حالياً)
- إندونيسيا - ريتنو مارسودي (2014–حالياً)
- إيران - محمد جواد ظريف (2013–حالياً)
- العراق - إبراهيم الجعفري (2014–حالياً)
  -  Kurdistan - فلاح مصطفى بكر (2006–حالياً)
- إسرائيل - بنيامين نتانياهو (2015–حالياً)
- اليابان - تارو كونو (2017–حالياً)
- الأردن - أيمن الصفدي (2017–حالياً)
- كازاخستان – كيرات عبد الرحمنوف  [لغات أخرى]‏ (2016–حالياً)
- كوريا الشمالية (جمهورية كوريا الديمقراطية االشعبية) - ري جونغ-هو (2016–حالياً)
- كوريا الجنوبية (جمهورية كوريا) - كانغ كيو وها (2017–حالياً)
- الكويت - صباح الخالد الحمد الصباح (2011–حالياً)
- قرغيزستان - إيرلان عبدالدياب  [لغات أخرى]‏ (2012–حالياً)
- لاوس - Saleumxay Kommasith (2016–حالياً)
- لبنان - جبران باسيل (2014–حالياً)
- ماليزيا - Anifah Aman (2009–حالياً)
- جزر المالديف - محمد عاصم  [لغات أخرى]‏ (2016–حالياً)
- منغوليا - دميدين تزوجباتار (2017–حالياً)
- ميانمار - أون سان سو تشي (2016–حالياً)
- Nagorno-Karabakh
- انظر تحت Artsakh
- نيبال -
  1. شير بهادور ديوبا (2017–2018)
  2. Pradeep Gyawali (2018–حالياً)
- سلطنة عمان - يوسف بن علوي (1982–حالياً)
- باكستان - خواجة محمد آصف (2018–حالياً)
- Palestinian National Authority - رياض المالكي (2007–حالياً)
- الفلبين - آلان بيتر كايتانو (2017–حالياً)
- قطر - محمد بن عبد الرحمن آل ثاني (2016–حالياً)
- السعودية - عادل الجبير (2015–حالياً)
- سنغافورة - فيفيان بالاكريشنان (2015–حالياً)
- أوسيتيا الجنوبية - دميتري مدوييف (2017–حالياً)
- سريلانكا - تيلاك مارابانا  [لغات أخرى]‏ (2017–حالياً)
- الجمهورية العربية السورية - وليد المعلم (2006–حالياً)

- تايوان (جمهورية الصين) -
  1. ديفيد لي (سياسي تايواني) (2016–2018)
  2. جوزيف وو  [لغات أخرى]‏ (2018–حالياً)
- طاجيكستان - سيروجياددين اسلوف  [لغات أخرى]‏ (2013–حالياً)
- تايلاند - دون برامودويناي (2015–حالياً)
- تيمور الشرقية - أوريليو غوتيريس (2017–حالياً)
- تركيا - مولود جاويش أوغلو (2015–حالياً)
- تركمانستان - رشيد ميردف (2001–حالياً)
- الإمارات العربية المتحدة - عبد الله بن زايد آل نهيان (2006–حالياً)
- أوزبكستان - عبد العزيز كوميلوف (2012–حالياً)
- فيتنام - فام بنه منه (2011–حالياً)
- اليمن
  - الجمهورية اليمنية - خالد اليماني
  - المجلس السياسي الأعلى (حكومة منافسة، وغير معترف بها) - هشام عبدالله (2016-حالياً)

## أوروبا
- ألبانيا - ديتمير بوشاتي (2013–حالياً)
- أندورا - Maria Ubach Font (2017–حالياً)
- النمسا – كارين كنايسل (2017–حالياً)
- بيلاروسيا - فلاديمير ماكي (2012–حالياً)
- بلجيكا - ديدييه رايندرز (2011–حالياً)
  - قالب:بيانات بلد Brussels - Guy Vanhengel (2013–حالياً)
  -  Flanders - غيرت بورجوازي (2014–حالياً)
  - والونيا - ويللي بورسوس (2017–حالياً)
- البوسنة والهرسك - Igor Crnadak (2015–حالياً)
- بلغاريا – Ekaterina Zakharieva (2017–حالياً)
- كرواتيا - Marija Pejčinović Burić (2017–حالياً)
- قبرص -
  1. Ioannis Kasoulidis (2013–2018)
  2. نيكوس خريستودوليدس (2018–حالياً)
- التشيك - مارتن ستوبنيك (2017–حالياً)
- الدنمارك - اندرس سامويلسن (2016–حالياً)
  -  جزر فارو - بول ميكلسين (2015–حالياً)
- جمهورية دونيتسك الشعبية - ناتاليا فرجينيا (بالإنابة) (2016–حالياً)
- إستونيا - Sven Mikser (2016–حالياً)
- فنلندا - تيمو سويني (2015–حالياً)
- فرنسا - جان إيف لودريان (2017–حالياً)
- ألمانيا -
  1. زيغمار غابرييل (2017-2018)
  2. هايكو ماس (2018–حالياً)
- اليونان - نيكوس كوتزيا (2015–حالياً)
- المجر - بيتر سيارتو (2014–حالياً)
- آيسلندا - Guðlaugur Þór Þórðarson (2017–حالياً)
- أيرلندا - سيمون كوفي (2017–حالياً)
- إيطاليا - Angelino Alfano (2016–حالياً)
- جيرزي - فيليب بيلاش  [لغات أخرى]‏ (2013–حالياً)
- كوسوفو - بهجت باكولي (2017–حالياً)
- لاتفيا - Edgars Rinkēvičs (2011–حالياً)
- ليختنشتاين - فريش اريليا (2009–حالياً)
- ليتوانيا - Linas Antanas Linkevičius (2012–حالياً)
- جمهورية لوغانسك الشعبية - فلاديسلاف دينيفو (بالإنابة) (2017–حالياً)
- لوكسمبورغ - جان اسيلبورن (2004–حالياً)
- مقدونيا - نيكولا ديميتروف (2017–حالياً)
- مالطا - كارميلو أبيلا  [لغات أخرى]‏ (2017–حالياً)
- مولدوفا -
  1. اندريه جالبور  [لغات أخرى]‏ (2016–2018)
  2. Tudor Ulianovschi (2018–حالياً)

  -  غاغاوزيا - Vitaliy Vlah (2015–حالياً)
- موناكو - Gilles Tonelli (2015–حالياً)
- الجبل الأسود - سران دارمانوفيتش (2016–حالياً)
- هولندا -
  1. هالبي زيلسترا (2017–2018)
  2. سيغريد كاغ (بالإنابة) (2018)
  3. ستيف بلوك (2018–حالياً)
- قبرص الشمالية -
  1. Tahsin Ertuğruloğlu (2016–2018)
  2. Kudret Özersay (2018–حالياً)
- النرويج - Ine Marie Eriksen Søreide (2017–حالياً)
- بولندا -
  1. Witold Waszczykowski (2015–2018)
  2. جاسيك تشوابوتوفيتش (2018–حالياً)
- البرتغال - أوقستو سانتوس سيلفا (2015–حالياً)
- رومانيا - Teodor Meleșcanu (2017–حالياً)
- روسيا - سيرغي لافروف (2004–حالياً)
- سان مارينو - نيكولا رينزي  [لغات أخرى]‏ (2016–حالياً)
- صربيا - ايفيتسا داتفتشك (2014–حالياً)
- سلوفاكيا - ميروسلاف لاجاك (2012–حالياً)
- سلوفينيا - Karl Erjavec (2012–حالياً)
- إسبانيا - ألفونسو داستيس (2016–حالياً)
- السويد - مارغو والستروم (2014–حالياً)
- سويسرا - إجنازيو كاسيس (2017–حالياً)
- ترانسنيستريا - Vitaly Ignatyev (2015–حالياً)
- أوكرانيا - Pavlo Klimkin (2014–حالياً)
- المملكة المتحدة - بوريس جونسون (2016–حالياً)
- الفاتيكان - بول غالاغر (2014–حالياً)

## أمريكا الشمالية ومنطقة البحر الكاريبي
- أنتيغوا وباربودا -
  1. تشارلز فرنانديز  [لغات أخرى]‏ (2014–2018)
  2. E.P. Chet Greene (2018–حالياً)
- باهاماس - Darren Henfield (2017–حالياً)
- باربادوس - Maxine McClean (2008–حالياً)
- بليز - ويلفريد إرينغتون (2008–حالياً)
- كندا - كريستيا فريلاند (2017–حالياً)
  -  كيبك - كريستين سانت بيير (2014–حالياً)
- كوستاريكا -
  1. مانويل غونزاليس سانز (2014–2018)
  2. Epsy Campbell Barr (2018–حالياً)
- كوبا - برونو رودريغيز بارييا (2009–حالياً)
- دومينيكا - فرانسين بارون  [لغات أخرى]‏ (2014–حالياً)
- جمهورية الدومينيكان - ميغيل فارغاس مالدونادو (2016–حالياً)
- السلفادور - Hugo Martínez (2014–حالياً)
- جرينلاند – سوكا ك. فريدريكسن  [لغات أخرى]‏ (2017–حالياً)

- غرينادا -
  1. إلفين نمرود (2016–2018)
  2. بيتر ديفيد (سياسي) (2018–حالياً)
- غواتيمالا - ساندرا يوفيل  [لغات أخرى]‏ (2017–حالياً)
- هايتي - أنطونيو رودريج (2017–حالياً)
- هندوراس - ماريا دولورس أغيرو (2016–حالياً)
- جامايكا - كامينا جونسون سميث  [لغات أخرى]‏ (2016–حالياً)
- المكسيك - Luis Videgaray Caso (2017–حالياً)
- نيكاراجوا –دنيس مونكادا (2017–حالياً)
- بنما - إيزابيل سانت مالو  [لغات أخرى]‏ (2014–حالياً)
- سانت كيتس ونيفيس - Mark Brantley (2015–حالياً)
- سانت لوسيا - Allen Chastanet (2016–حالياً)
- سانت فينسنت والغرينادين - Sir Louis Straker  [لغات أخرى]‏ (2015–حالياً)
- ترينيداد وتوباغو - دينيس موسى (2015–حالياً)
- الولايات المتحدة -
  1. ريكس تيلرسون (2017–2018)
  2. جون سوليفان (بالإنابة) (2018)
  3. مايك بومبيو (2018–حالياً)

## أوقيانوسيا
- أستراليا - جولي إيزابيل بيشوب (2013–حالياً)
- جزر كوك - هنري بونا  [لغات أخرى]‏ (2013–حالياً)
- فيجي - فرانك باينيماراما (2016–حالياً)
- بولينزيا الفرنسية - إدوارد فريتش (2014–حالياً)
- كيريباتي - Taneti Mamau (2016–حالياً)
- جزر مارشال - جون الحرير (2016–حالياً)
- ولايات ميكرونيسيا المتحدة - لورين إس. روبرت (2007–حالياً)
- ناورو - بارون واكا (2013–حالياً)
- نيوزيلندا - ونستون بيترز (2017–حالياً)
- نييوي - Toke Talagi (2008–حالياً)
- بالاو – Faustina K. Rehuher-Marugg (2017–حالياً)
- بابوا غينيا الجديدة - ريمبينك باتو  [لغات أخرى]‏ (2012–حالياً)
- ساموا - Tuilaepa Aiono Sailele Malielegaoi (1998–حالياً)
- جزر سليمان - ميلنر توزاكا  [لغات أخرى]‏ (2014–حالياً)
- توكيلاو –
  1. سيوبيلي بيريز  [لغات أخرى]‏ (2017–2018)
  2. Afega Gaualofa (2018–حالياً)
- تونغا –
  1. سياوسي سوفاليني (2017–2018)
  2. أكيليسي بوهيفا (2018–حالياً)
- توفالو - Taukelina Finikaso (2013–حالياً)
- فانواتو – رالف ريجينفانو (2017–حالياً)

## أمريكا الجنوبية
- الأرجنتين - جورج فوري (2017–حالياً)
- بوليفيا - Fernando Huanacuni Mamani (2017–حالياً)
- البرازيل - Aloysio Nunes (2017–حالياً)
- تشيلي -
  1. هيرالدو مونيوز  [لغات أخرى]‏ (2014–2018)
  2. روبرتو أمبويرو (2018–حالياً)
- كولومبيا - ماريا أنجيلا هولغوين (2010–حالياً)
- الإكوادور - ماريا فرناندا اسبينوزا (2017–حالياً)
- غويانا - Carl Greenidge  [لغات أخرى]‏ (2015–حالياً)
- باراغواي - Eladio Loizaga (2013–حالياً)
- بيرو -
  1. ريكاردو لونا (2016–2018)
  2. Cayetana Aljovín (2018)
  3. Néstor Popolizio (2018–حالياً)
- سورينام - Yldiz Pollack-Beighle (2017–حالياً)
- أوروغواي - رودولفو نين نوفوا (2015–حالياً)
- فنزويلا - Jorge Arreaza (2017–حالياً)

## وصلات خارجية
- http://rulers.org